# 潘珙
潘珙（？—？），號澹明，廣東廣州府南海县民籍番禺县人，明朝政治人物。

## 生平
万历二十二年（1594年）甲午科廣東乡试舉人，二十九年（1601年）辛丑科進士，大理寺觀政，三十年授行人司行人，三十三年充副使，与正使太常寺少卿朱敬循一起册封荣府贵溪王，三十四年七月奉命护送次辅沈鲤归乡，三十五年行取，三十七年八月考选四川道监察御史，九月差巡视太仓银库，三十八年二月实授，巡按宣大，四十一年升任湖广按察司僉事，四十三年升湖廣布政使司參議，天啓三年致仕。

## 家族
曾祖潘朝漢，祖潘宪，父潘學聖。